# 大義 (年号)
大義（だいぎ）は、元末に漢政権を樹立した陳友諒が建てた私年号。1360年旧5月 - 旧12月（1359年説もある）。

## 西暦・干支との対照表
| 大義 | 元年   |
| 西暦 | 1360年 |
| 干支 | 庚子   |